# 宝善院 (鎌倉市)

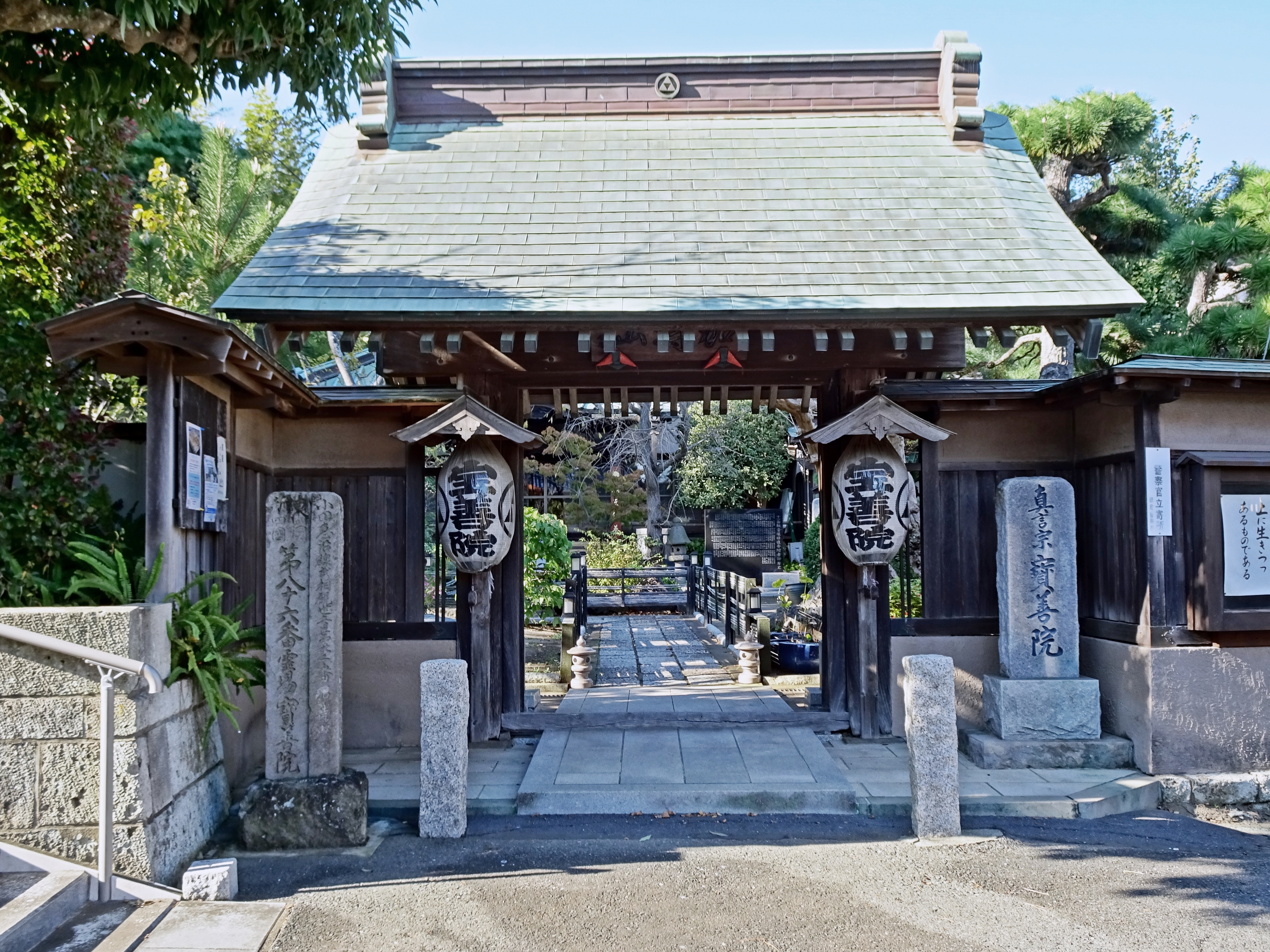
山門

宝善院（ほうぜんいん）は、神奈川県鎌倉市にある真言宗大覚寺派の寺院。「加持山宝善院霊山寺」とも「泰澄山宝善院瑠璃光寺」とも称している。院号のみ共通しているため、通常は「宝善院」と称している。

## 歴史
天平神護年間（765年 - 767年）、泰澄上人によって開山されたといわれているが、真偽は定かではない。泰澄が所持していた十一面観音を祀ったのが当院の起源という。
かつて当院には撞座が5つもある梵鐘があったが、金属類回収令で供出したため、現存しない。

## 交通アクセス
- 腰越駅より徒歩4分。